# 新郑机场站 (地铁)
新郑机场站是郑州地铁城郊线与郑许线的地铁车站，位于中华人民共和国河南省郑州市新郑市。城郊线车站位于郑州新郑国际机场的地面交通中心（GTC）地下，国铁新郑机场站北侧，郑许线车站位于新郑机场1号航站楼北侧，两线之间于此站无法站内换乘。2017年1月12日，本站随鄭州地鐵城郊線（南四環 - 新鄭機場段）開通運營。

## 车站结构
地铁新郑机场站分为城郊线车站和郑许线车站两部分，其中城郊线车站的主体结构位于新郑机场地面交通中心地下，呈东西走向，为地下三层车站。郑许线车站的主体结构位于1号航站楼北侧停车场地下，呈西北-东南走向，为地下四层车站。两座车站的主体结构相互独立，之间并无直接通道连接，乘客需出站进行换乘。

### 城郊线车站结构
城郊线新郑机场站的主体结构为地下三层车站，其中B2层为站厅层及出入口，B3层为站台层。
| B1F | 出入口   | A出入口、公交车站                                           | A出入口、公交车站                                           | A出入口、公交车站                                           |
| B2F | 站厅     | B-D出入口、客服中心、自动售票机、行李检查、闸机、车站控制室 | B-D出入口、客服中心、自动售票机、行李检查、闸机、车站控制室 | B-D出入口、客服中心、自动售票机、行李检查、闸机、车站控制室 |
| B3F | █ 城郊线 | 往南四环/2号线贾河（综合保税区）                            | 往南四环/2号线贾河（综合保税区）                            | 往南四环/2号线贾河（综合保税区）                            |
| B3F | 岛式站台 | 卫生间                                                      | 至站厅                                                      |                                                             |
| B3F | █ 城郊线 | 往郑州航空港站（机场东）                                    | 往郑州航空港站（机场东）                                    | 往郑州航空港站（机场东）                                    |

#### 站厅
城郊线新郑机场站的站厅位于B2层，设有客服中心、自动售票机、安全检查、车站控制室等设施。站厅由闸机和栏杆分隔为付费区和非付费区，付费区内设有自动扶梯、步梯和无障碍电梯，连接城郊线站台。
城郊线新郑机场站的站厅天花版为弧形设计，与新郑机场1号航站楼的设计风格相似，站厅内设有名为“征服天空”的文化墙，由左右两幅各13米长、3.8米高的陶瓷壁画组成，壁画主题为从古至今的飞行器，包括氢气球、世界上最早的飞机（莱特飞行器）、协和式客机等。

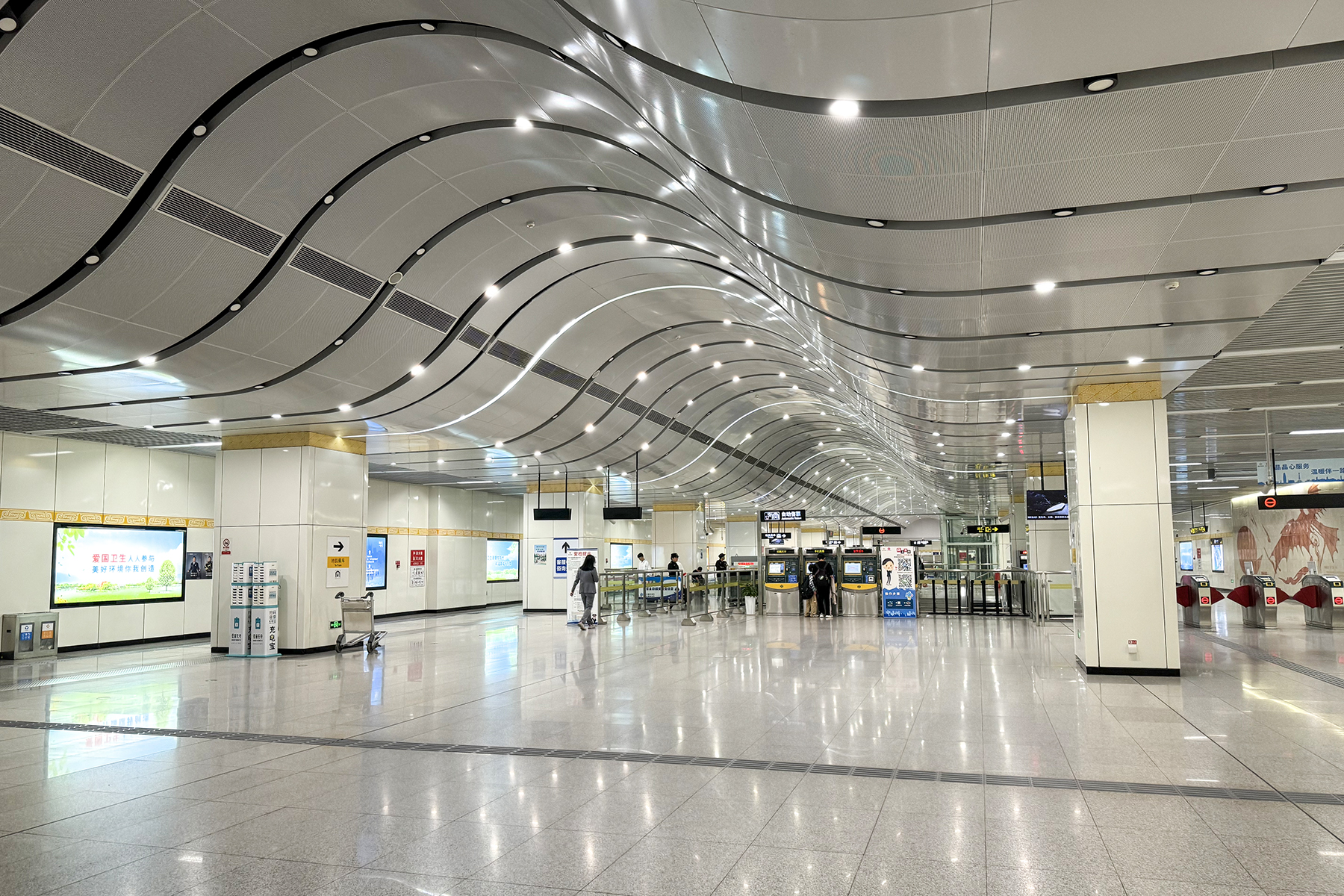
城郊线车站的站厅（非付费区）
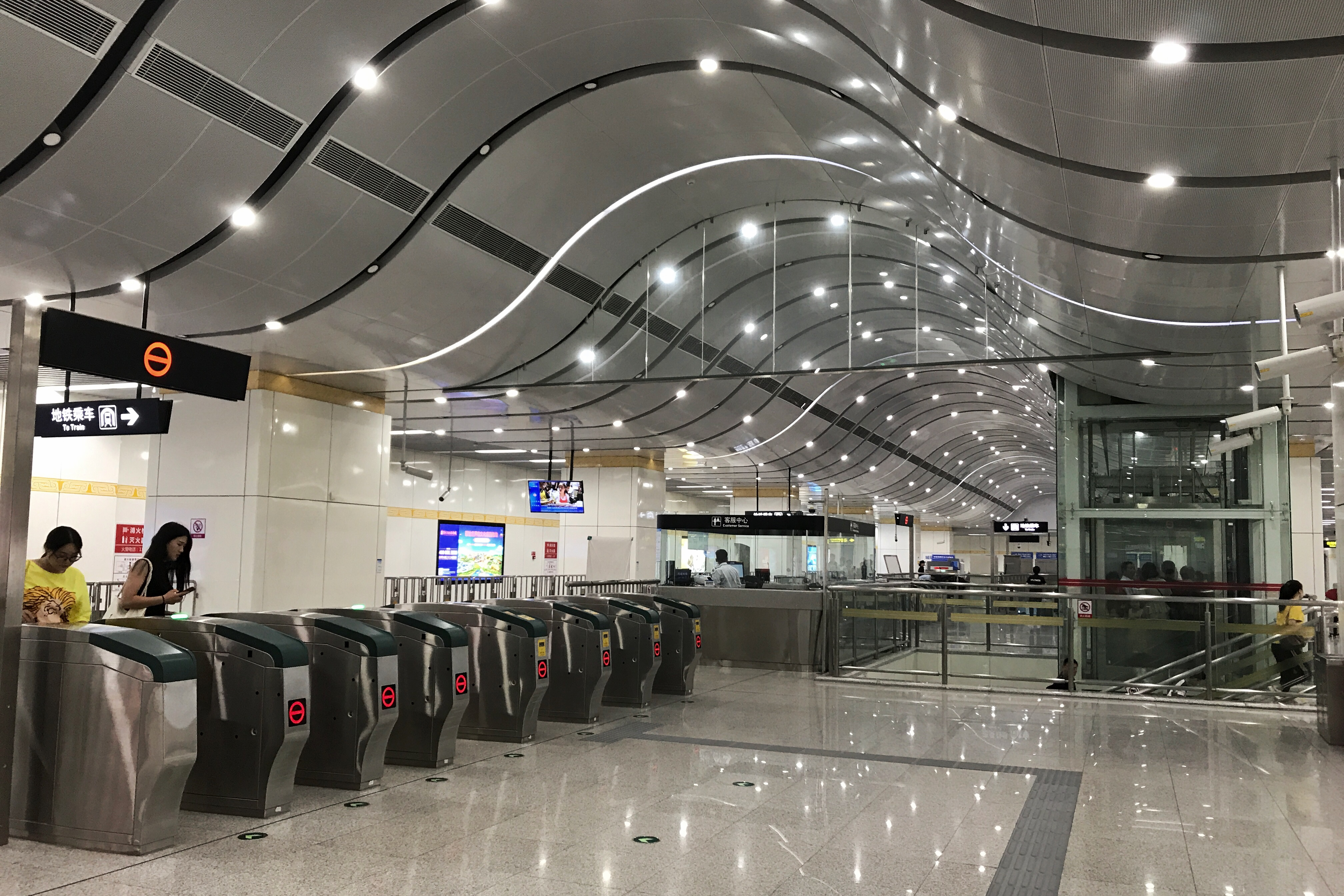
城郊线车站的站厅（付费区）
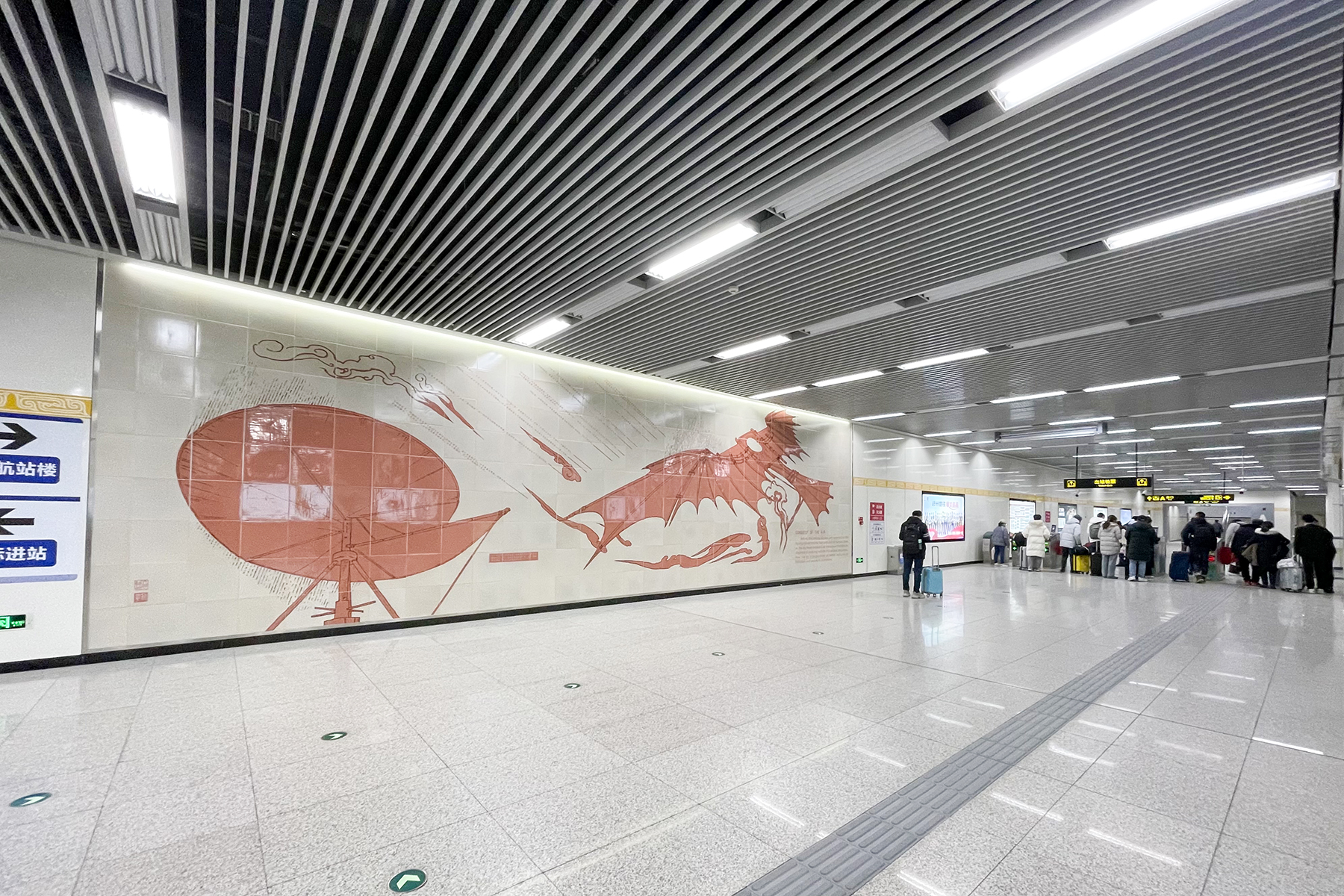
站厅内的“征服天空”文化墙
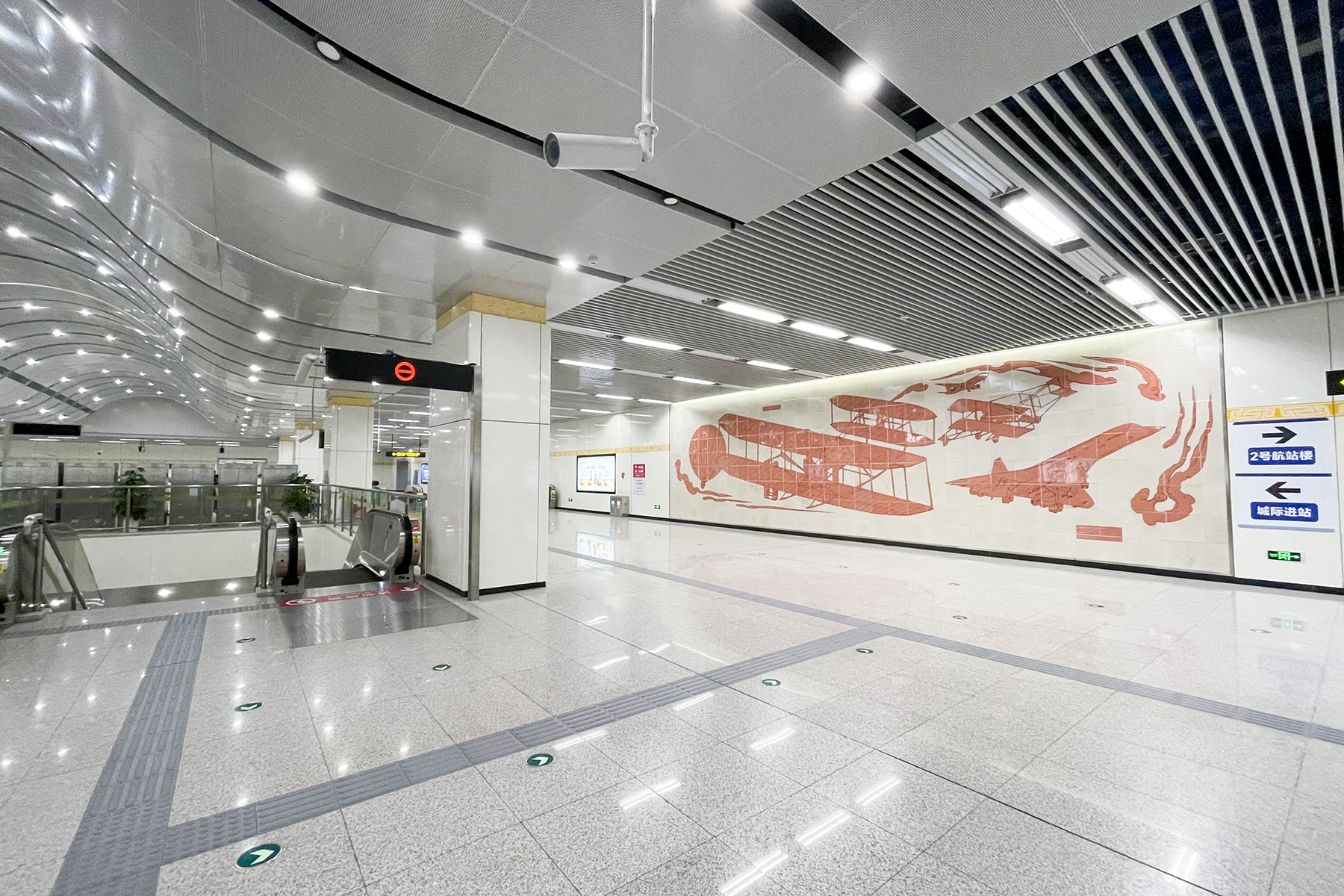
站厅内的“征服天空”文化墙

#### 站台
城郊线新郑机场站设一座岛式站台，位于B3层，安装有高站台门。站台呈东西向，北侧站台面由城郊线往南四环/2号线贾河方向的列车使用，南侧站台面由城郊线往郑州航空港站方向的列车使用。站台西端设有卫生间。站台上设有站名书法大字壁，站名由中国书法家协会名誉主席张海题写。

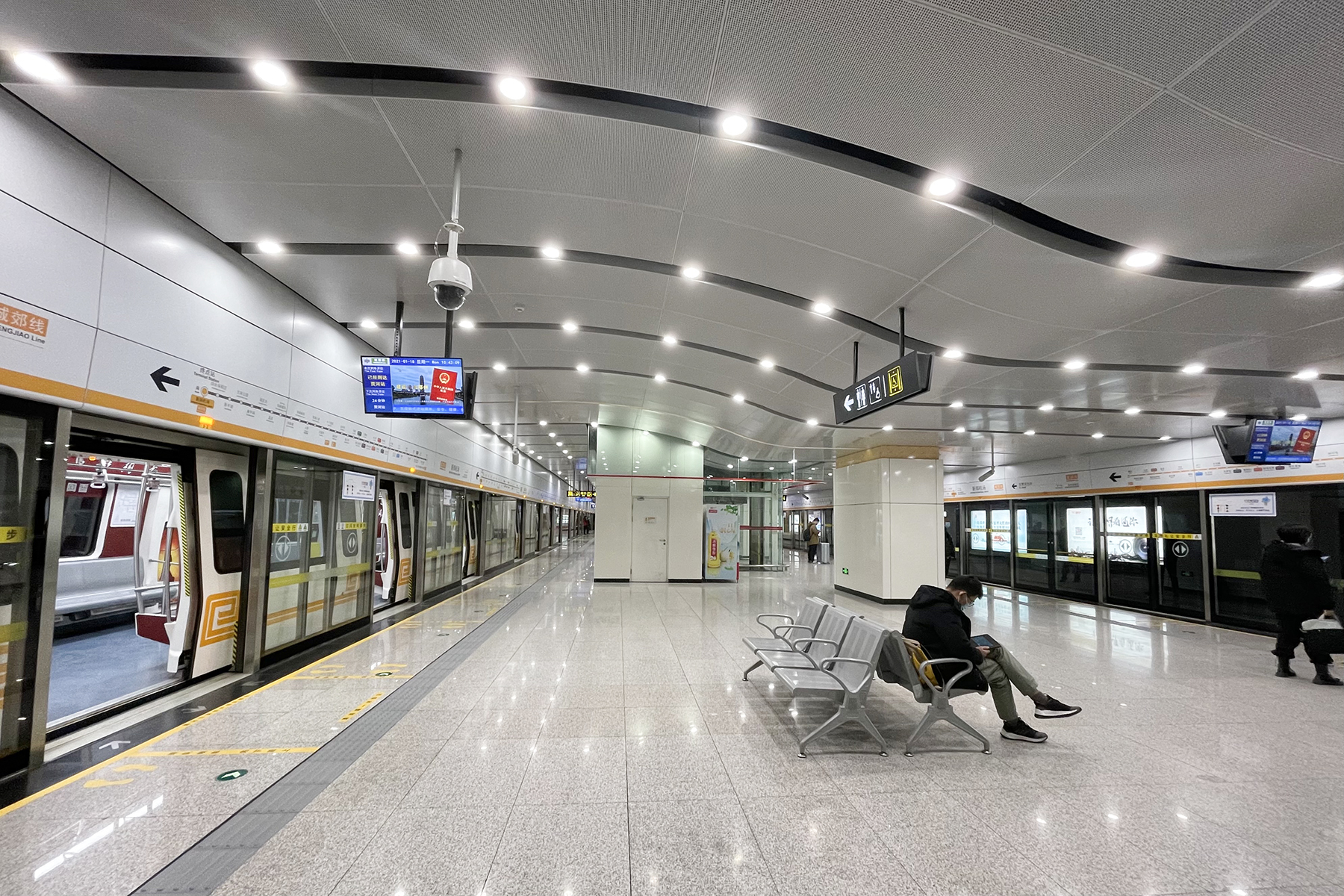
城郊线站台
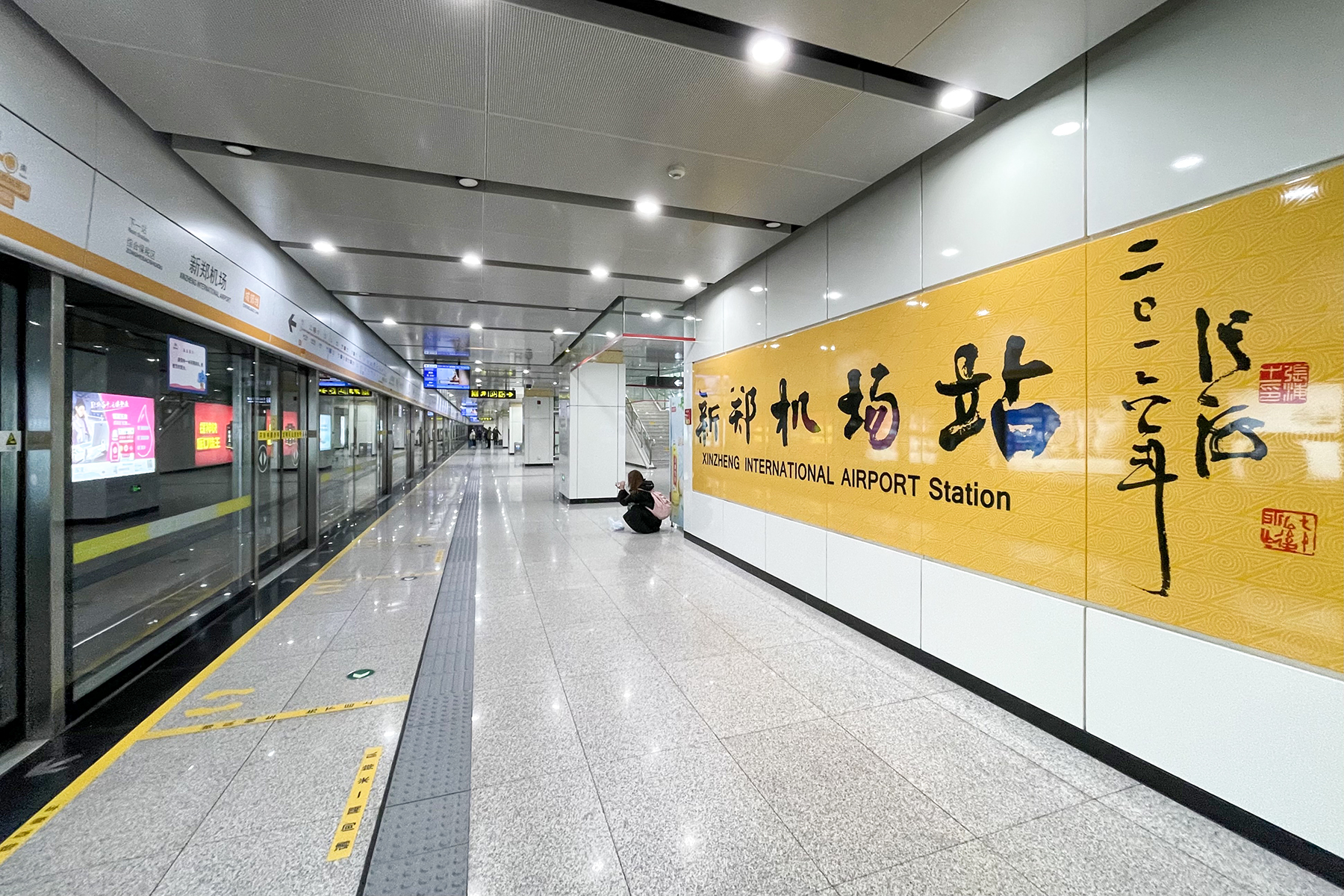
城郊线站台上的书法大字壁

### 郑许线车站结构
郑许线新郑机场站的主体结构为地下四层车站，其中B1和B2层为站厅，B3层为设备层，B4层为郑许线站台。
| 1F  | 地面     | E、F、G出入口                                                    |
| B1F | 站厅     | 连接E、F出入口的夹层                                             |
| B2F | 站厅     | 客服中心、自动售票机、行李检查、闸机、车站控制室、卫生间、母婴室 |
| B3F | 设备层   | 车站设备                                                         |
| B4F | █ 郑许线 | 往长安路北方向（长安路南）                                       |
| B4F | 岛式站台 | 至站厅                                                           |
| B4F | █ 郑许线 | 往许昌东方向（遵大路）                                           |

#### 站厅
郑许线新郑机场站的站厅主要位于B2层，设有客服中心、自动售票机、安全检查、车站控制室等设施。站厅由闸机和栏杆分隔为付费区和非付费区，付费区内设有自动扶梯、步梯和无障碍电梯，连接郑许线站台。B2层站厅东南端设有卫生间和母婴室，该处上方另设有B1层站厅，为连接B2层和E、F出入口的夹层。

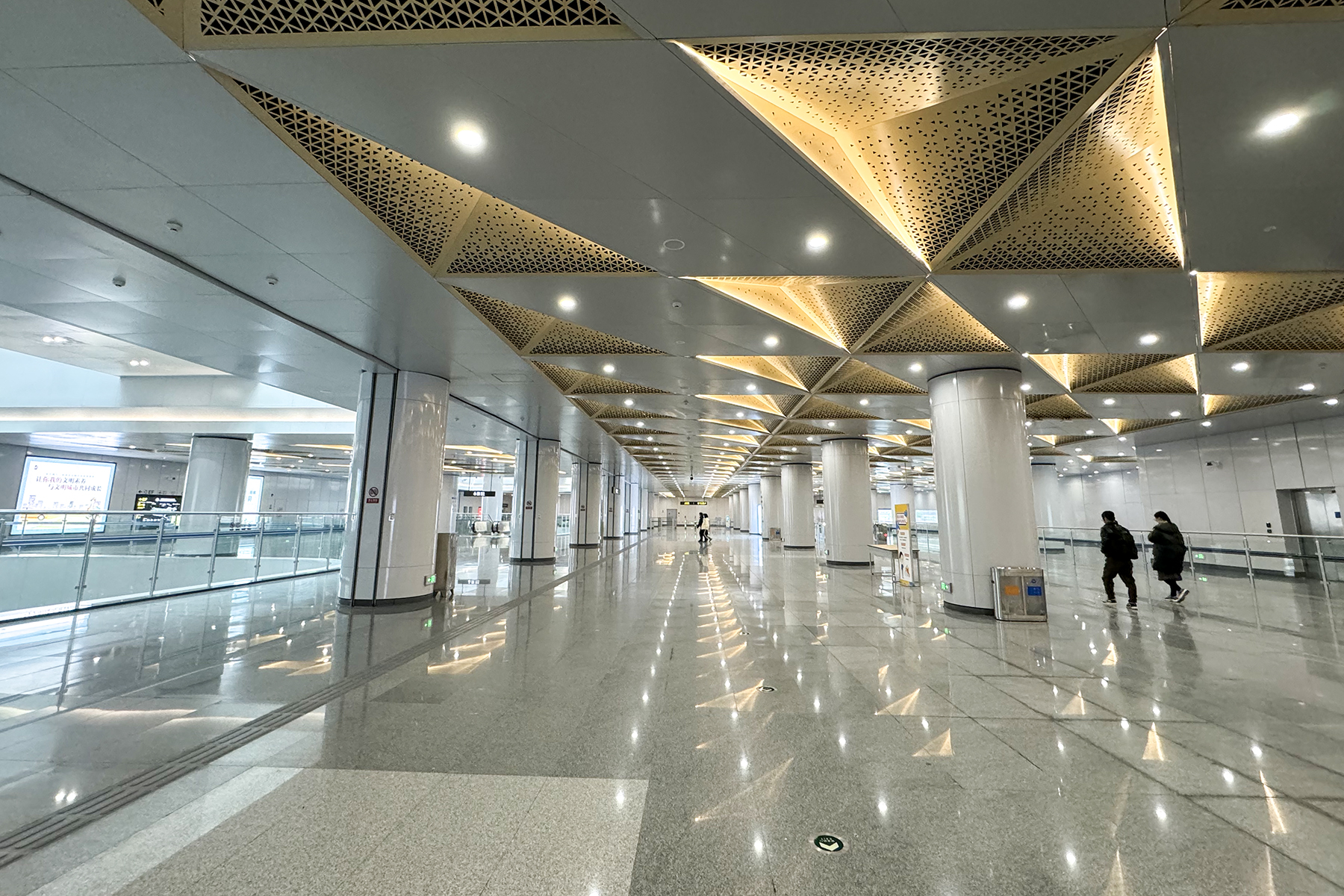
郑许线车站的站厅
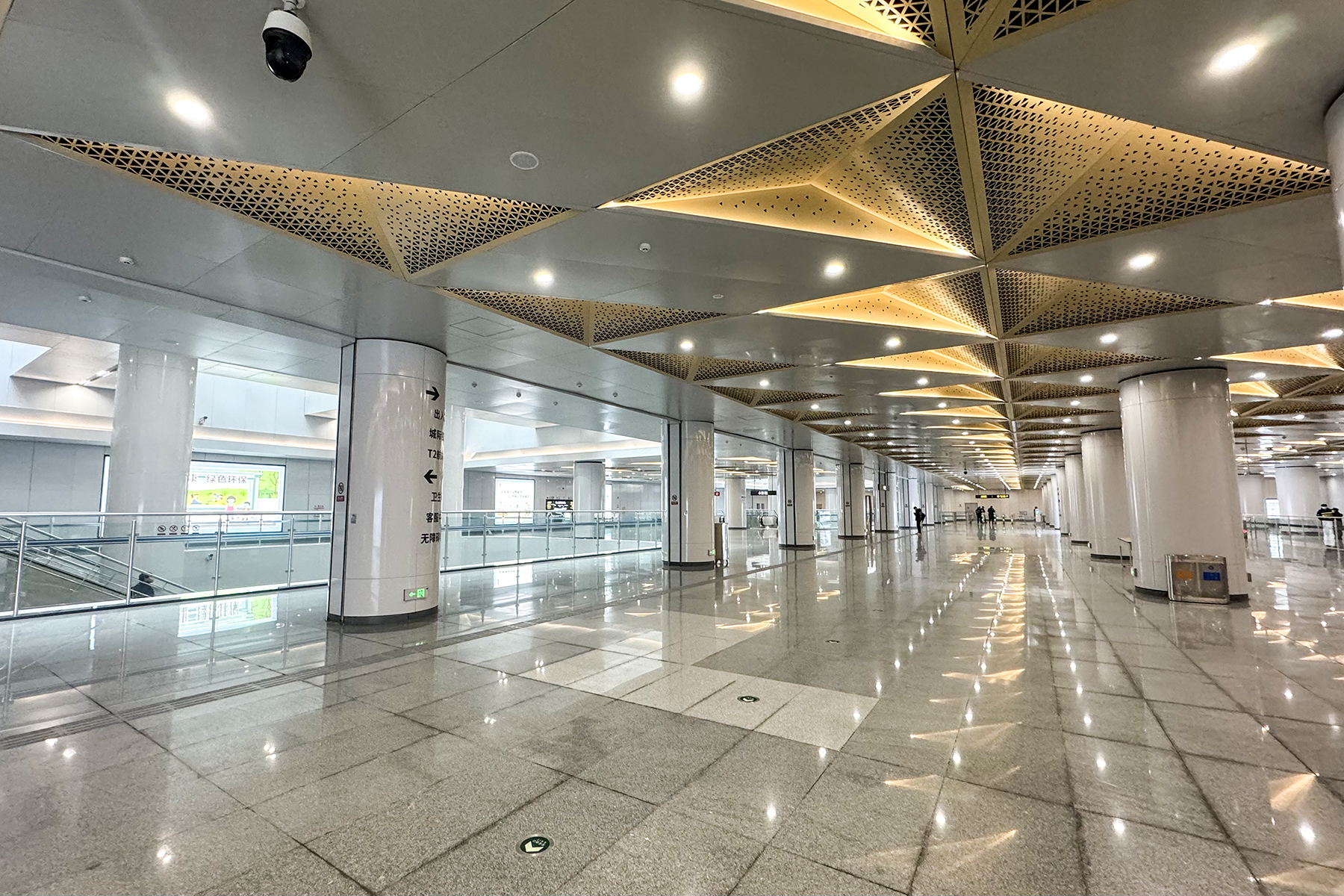
郑许线车站的站厅

#### 站台
郑许线新郑机场站设一座岛式站台，位于B4层，与B3层设备层之间采用挑空设计。站台安装有高站台门，呈西北-东南走向，其中东北侧站台面由郑许线往长安路北方向的列车使用，西南侧站台面由郑许线往许昌东方向的列车使用。同城郊线站台一样，郑许线站台上也设有站名书法大字壁，站名由中国书法家协会副主席宋华平题写。

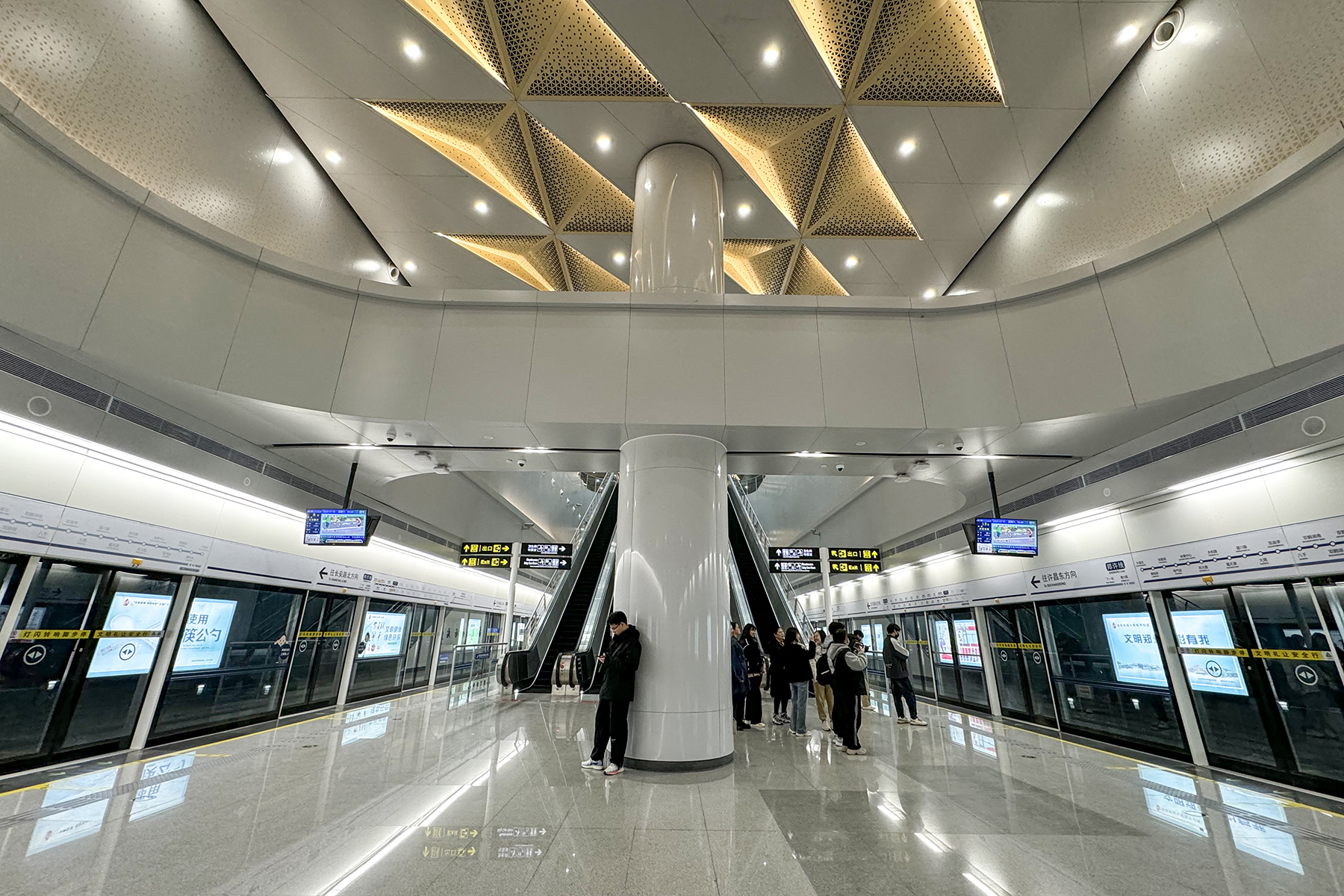
郑许线站台
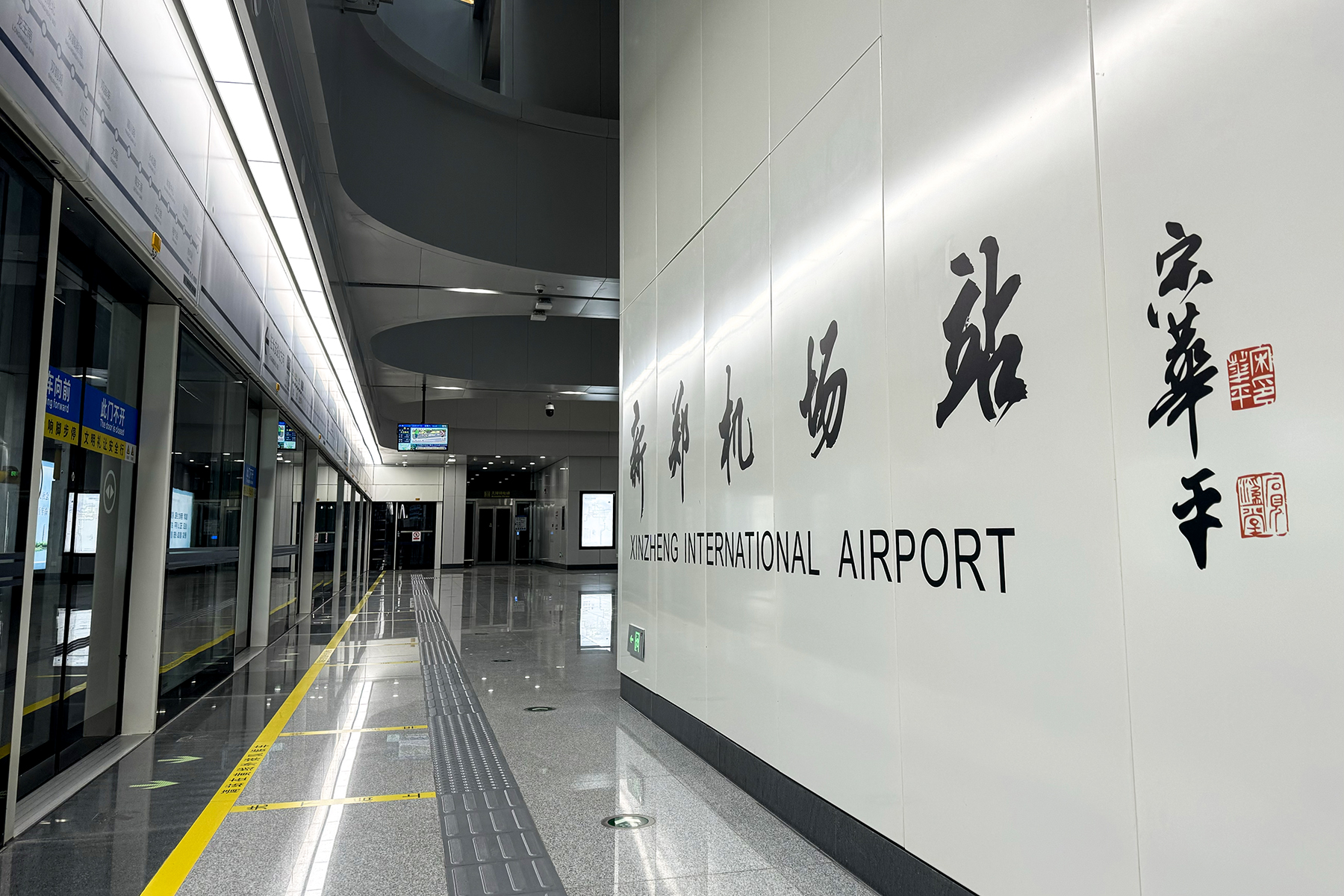
郑许线站台上的书法大字壁

### 出入口
新郑机场站的城郊线车站和郑许线车站虽结构相互独立，但出入口为统一编号。两站共设7个出入口，城郊线车站设A、B、C、D共4个出入口，其中A口连接新郑机场的停车场和公交车站，B口位于2号航站楼的B2层，C、D口则位于新郑机场地面交通中心内国铁新郑机场站的北侧，直接连接国铁车站的站厅。郑许线车站设有E、F、G共3个出入口，其中E口和F口位于T1航站楼北侧地面，G口位于迎宾大道南侧。E口设有无障碍电梯。
新郑机场站各出入口信息如下：
| 机场T2航站楼 | 机场T2航站楼     | 机场T2航站楼 | 机场T2航站楼 | 机场T2航站楼 |
| 编号         | 路线             | 路线         | 路线         | 备注         |
| ------------ | ---------------- | ------------ | ------------ | ------------ |
| 611          | 桥航路长安路     | ⇆            | 机场T2航站楼 |              |
| 612          | 郑州园博园南门   | ⇆            | 机场T2航站楼 |              |
| 613          | 航安二街机场六路 | ⇆            | 机场T2航站楼 |              |
| Y630         | 郑州航空港站     | ⇆            | 机场T2航站楼 | 夜间服务     |
| Y636         | 洞庭湖路滨河西路 | ⇆            | 机场T2航站楼 | 夜间服务     |

| 新郑机场 | 新郑机场 | 新郑机场 | 新郑机场         | 新郑机场       |
| 编号     | 路线     | 路线     | 路线             | 备注           |
| -------- | -------- | -------- | ---------------- | -------------- |
| 机场2线  | 新郑机场 | ⇆        | 郑州东站         |                |
| 机场3线  | 新郑机场 | ⇆        | 中晟卡莱顿大酒店 | 经火车站西广场 |
| 机场4线  | 新郑机场 | ⇆        | 民航酒店         |                |